# ۱۳۲۲ (میلادی)
۱۳۲۲ (میلادی) هزار و سیصد و بیست و دومین سال تقویم میلادی است.

## درگذشتگان
‎